# 육군총감

육군총감기

육군총감(陸軍總監, 독일어: Inspekteur des Heeres; InspH 인스펙토이어 데스 헤어스[*])은 독일 연방방위군 육군의 최선임 장교이다. 총감은 육군의 인적 물적 자원 준비를 책임지며 연방국방부 장관에게 직접 보고한다. 현재 육군총감은 알폰스 마이스이다.
육군총감은 슈트라우스베르크에 소재한 육군사령부의 장으로 연방방위군 장군총감 등과 더불어 연방방위군 군사지도평의회를 구성한다. 육군총감과 육군부감은 모두 중장(Generalleutnant) 계급이 부임한다.

## 역대 육군총감
1. 한스 뢰티거
2. 알프레트 체르벨
3. 울리히 더 메치에레
4. 요제프 몰
5. 알베르트 슈네츠
6. 에른스트 페르버
7. 호르스트 힐데브란트
8. 요하네스 푀펠
9. 마인하르트 글란츠
10. 한스헤닝 폰 잔트라르트
11. 헤닝 폰 온다르차
12. 외르크 쇤보흠
13. 헬게 한젠
14. 하르트무트 바거
15. 헬무트 빌만
16. 게르트 구데라
17. 한스오토 부데
18. 베르너 프리어즈
19. 브루노 카즈도르프
20. 외르크 폴머